# WNF Wn 16
Il WNF Wn 16 fu un aereo sperimentale, monomotore, monoplano e biposto, sviluppato dall'azienda aeronautica austriaca Wiener Neustädter Flugzeugwerke GmbH (WNF) nei tardi anni trenta.
Fu realizzato un solo esemplare, marche D-ECAB, utilizzato per test sul carrello triciclo anteriore.

## Storia del progetto
Nei tardi anni trenta, l'ingegnere Erich Meindl decise di avviare lo sviluppo di un nuovo modello di aereo progettato allo scopo di studiare il comportamento del carrello d'atterraggio di tipo triciclo anteriore, ovvero con il terzo elemento posizionato sotto il naso del velivolo, ed individuarne i vantaggi e gli svantaggi rispetto a quello triciclo classico, con il terzo elemento costituito normalmente da un ruotino ammortizzato, fisso o mobile, posizionato sotto la coda.
Il progetto era relativo ad un compatto velivolo dall'aspetto non convenzionale, caratterizzato da una fusoliera che integrava la cabina di pilotaggio biposto in tandem, chiusa da un tettuccio, e dov'era posizionato, all'apice posteriore, il motore, un radiale Salmson 9Ad a 9 cilindri raffreddato ad aria ed in configurazione spingente, in grado di esprimere una potenza pari a 50 PS (36 kW), che muoveva un'elica bipala.
La velatura era monoplana, con ala posizionata bassa, dalla quale partivano le due travi di coda che facevano da supporto all'impennaggio costituito dall'unico piano orizzontale ai vertici del quale erano posizionati i due elementi verticali di forma ovale.